# MOA-2009-BLG-387L
MOA-2009-BLG-387L是一颗位于人马座的红矮星，是系外行星MOA-2009-BLG-387Lb的母恒星。这颗恒星距离地球约20000光年，质量大约是太阳质量的1/5，但距离和质量并不完全确定，存在较大的置信区间。它因为在一次微引力透镜事件MOA-2009-BLG-387中成为透镜，遮掩和它刚好处于同一直线的背景星从而出现扭曲的焦散线而为天文学家所认识。对这次微引力透镜事件的研究和后续观测数据发现这颗恒星拥有行星，并在2011年2月正式公布。

## 观测史

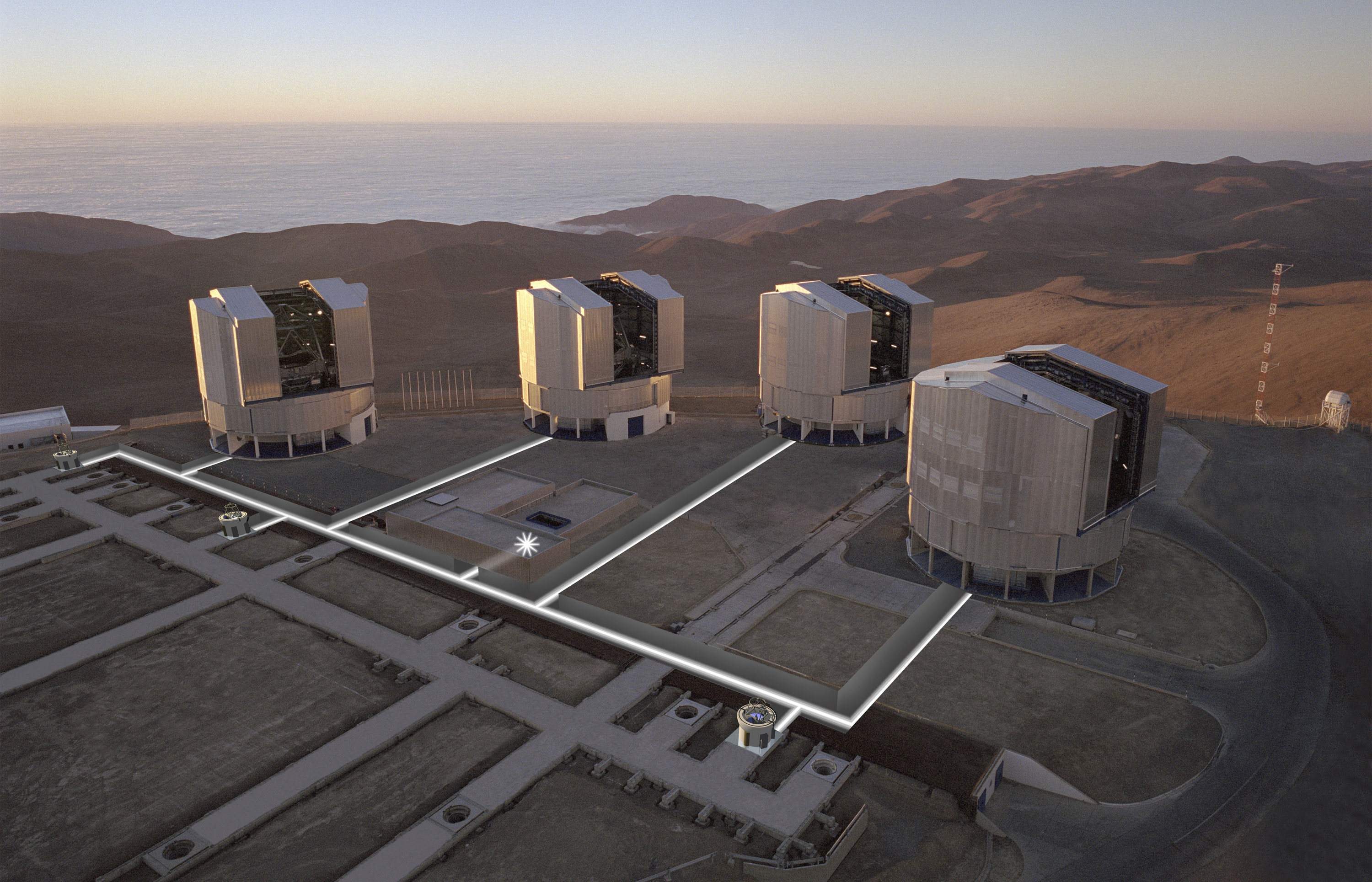
对MOA-2009-BLG-387L进行后续观测的甚大望远镜

2009年7月24日，天文物理重力微透镜观测（MOA）科学小组探测到MOA-2009-BLG-387L遮掩和它刚好处于同一直线背景星而发生微引力透镜事件MOA-2009-BLG-387。在MOA-2009-BLG-387事件中，MOA-2009-BLG-387L充当透镜并制造出两条扭曲的焦散线图像。在这次事件中，这些焦散线产生的一系列小的“共鸣”衍射。这种现象很有价值，因为它们往往会提供更多有关这颗恒星拥有的行星的信息。
南非天文台（SAAO）在2009年7月24日探测到第一个焦散线信号，并发出通告，吸引更多的天文台参与探测。因此，这次事件在第一次焦散线信号结束时获得了很好的观测记录。七天后，第二个焦散线信号出现，这是一个不寻常的中长期行星微透镜事件，这次事件吸引南非天文台的三台不同望远镜以及10家不同天文台的望远镜进行观测。
一个科学小组利用在甚大望远镜的NACO自适应光学设施进行后续观测，并成功识别出恒星的质量。科学家将甚大望远镜观测的数据和微透镜事件中的数据通过一系列模型进行分析，并发现一颗比木星大（也可能比木星小，存在不确定性）的系外行星MOA-2009-BLG-387Lb。2011年2月21日，欧洲南方天文台在《天文与天体物理学报》公布了MOA-2009-BLG-387Lb的发现。

## 特征
MOA-2009-BLG-387L是一颗位于人马座的M-型红矮星，距离地球大约5700秒差距（18591光年），但这个数值存在很大的置信区间：±2200秒差距（7176光年），也就是说，虽然研究认为它的最准确位置应该是距离地球5700秒差距，但是我们只能确定它的距离在3500-7900秒差距的概率为90%。同样的，虽然MOA-2009-BLG-387L的质量估计约为0.19太阳质量，但置信区间也比较大（+0.3/-0.12），也就是说它的真正质量可能是太阳的0.07-0.49，这个质量数值涵盖了红矮星的整个质量范围。
行星MOA-2009-BLG-387Lb和母恒星MOA-2009-BLG-387L的质量比例已经准确被测量出来。但由于母恒星的物理特征存在很大的不确定性，因此行星的特征也同样存在不确定性。由于目前所得到的恒星特征都是根据在微透镜事件中充当透镜时得到的数据计算出来的，这也限制准确获得具体数值的可能性。

## 行星系统
MOA-2009-BLG-387Lb是MOA-2009-BLG-387L目前唯一已知的行星。这颗行星的质量约为木星质量的2.6倍，但由于行星的准确物理特征取决于母恒星的特性，而母恒星的特征现在仍有很大的不确定性，所以它的质量可能是木星质量1.0-6.7倍。行星的轨道周期约为1970天，半长轴为1.8天文单位，即平均距离是地球到太阳的1.8倍。这个数值也有一定的不确定性，行星的距离可能在1.1-2.4天文单位之间。
| 成員 (依恆星距離) | 质量   | 半長軸 (AU) | 轨道周期 (天) | 離心率 | 傾角 | 半径 |
| ----------------- | ------ | ----------- | ------------- | ------ | ---- | ---- |
| b                 | 2.6 M⊕ | 1.8         | 1970          | ?      | —    | —    |